# 偉業街

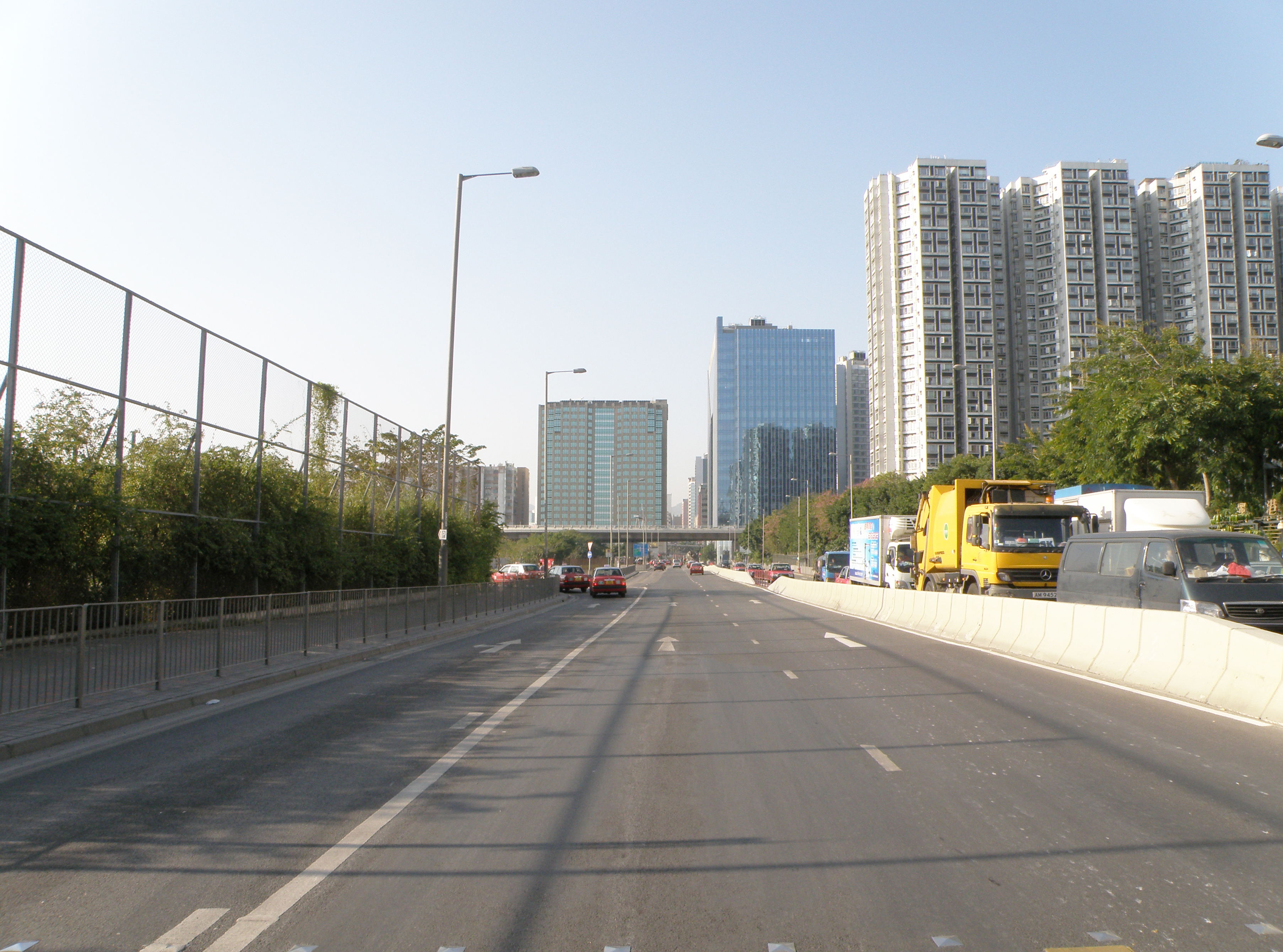
偉業街東端

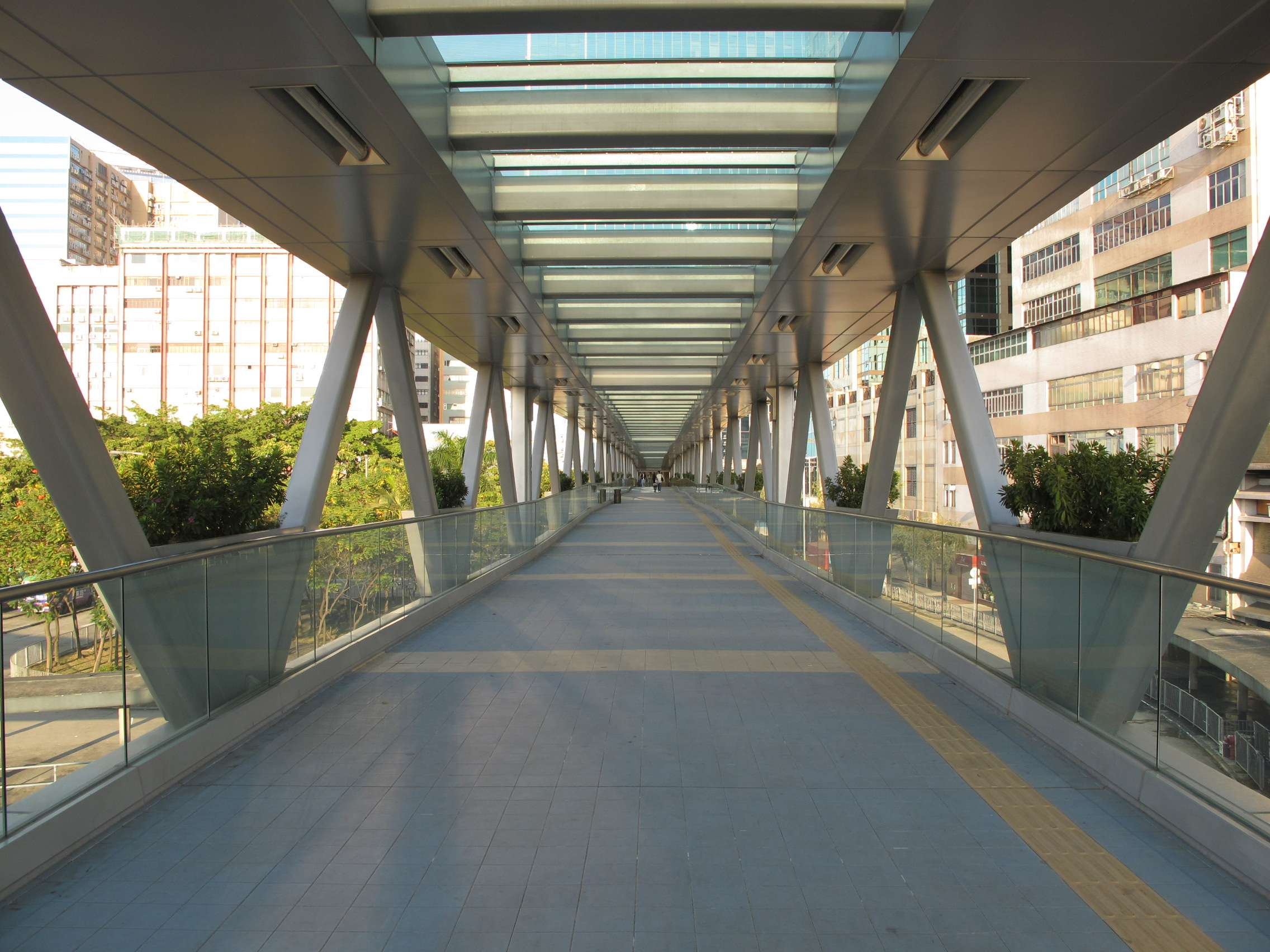
連接觀塘碼頭與宏利金融中心的行人天橋

偉業街（英語：Wai Yip Street），是香港九龍觀塘區的一條街道，貫通九龍灣德福花園及藍田麗港城，連接彩虹交匯處觀塘道及藍田茶果嶺道。

## 歷史
偉業街的位置屬於1960年代所規劃之觀塘工業區至九龍灣工業區的填海範圍內。
其中近觀塘明渠的一端（東面），鄰近茶果嶺的一段因為旁邊曾經是油庫而繞路而建，後來隨着私人屋苑麗港城落成時把該段拉直。

## 沿線建築物
- 德福花園（包括德福廣場、恒生中心、港鐵總部大樓及港鐵九龍灣車廠）
- 牛頭角警署
- 水務署九龍東區大樓
- 志明橋
- 海濱道公園
- 新昌集團中心
- 絲寶國際大廈
- 觀塘碼頭廣場
- 宏利金融中心
- 觀塘明渠
- 麗港公園
- 麗港城（第四期第12、23座）

## 沿線街道
| - 觀塘道 - 啟祥道 - 德福花園行車天橋 - 常悅道 - 兆業街 - 常怡道 - 啟福道 - 鴻業街 - 順業街 - 大業街 - 欣業街 - 恆業街 | - 勵業街 - 巧明街 - 駿業街 - 基業街 - 開源道 - 榮業街 - 敬業街 - 偉發道 - 觀塘繞道 - 偉樂街 - 茶果嶺道 |

## 圖片

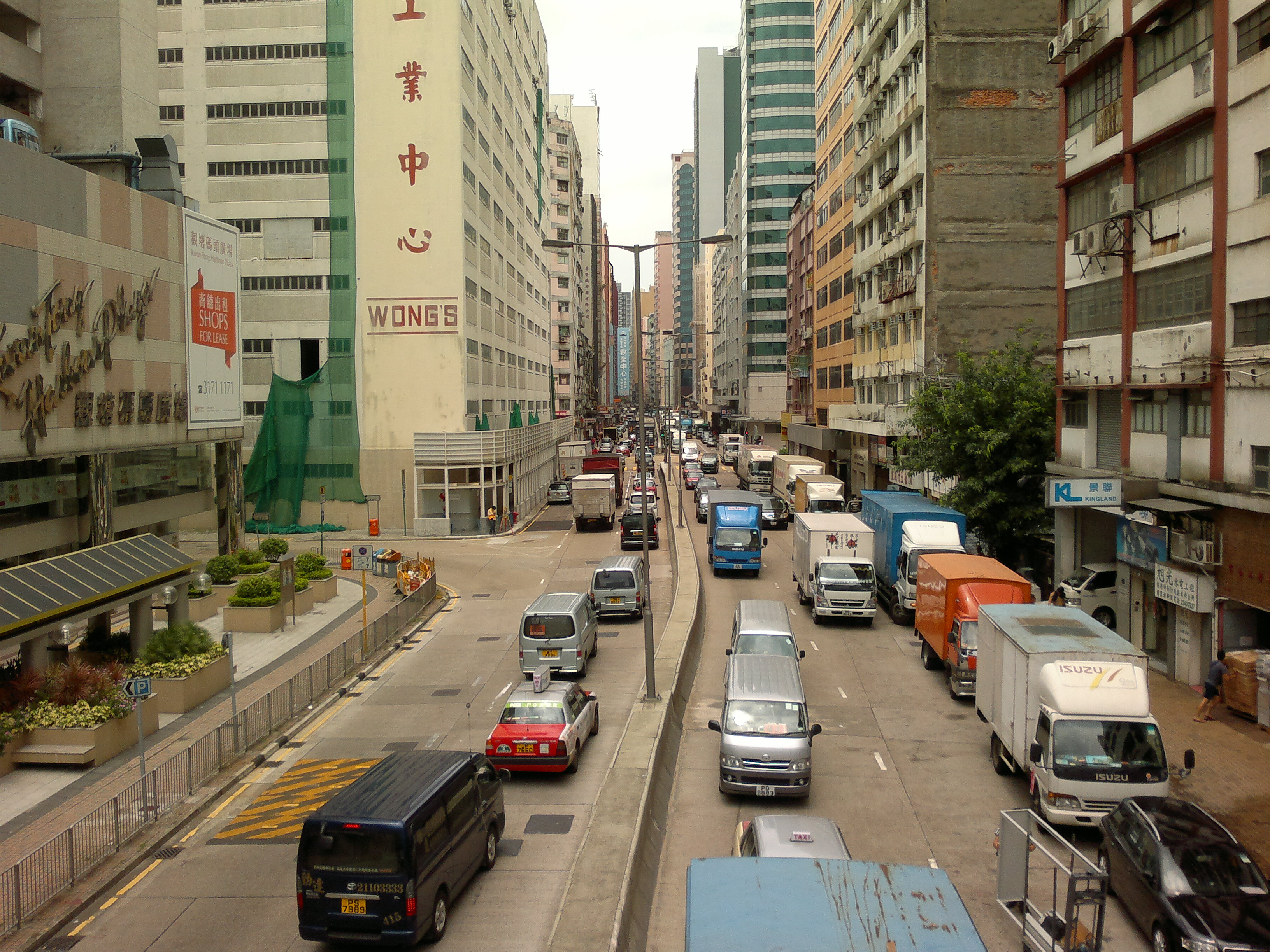
偉業街近觀塘碼頭廣場
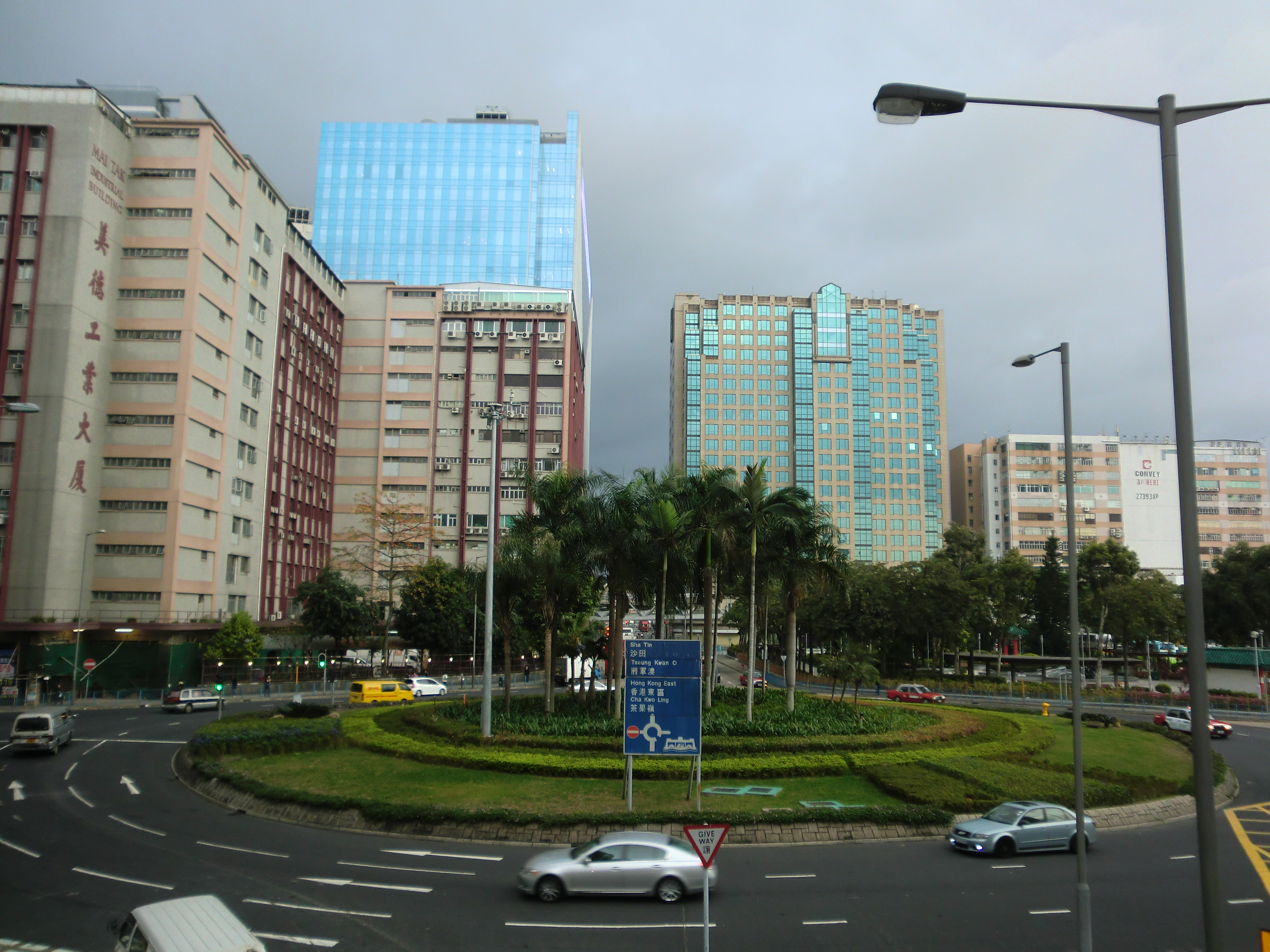
偉業街迴旋處
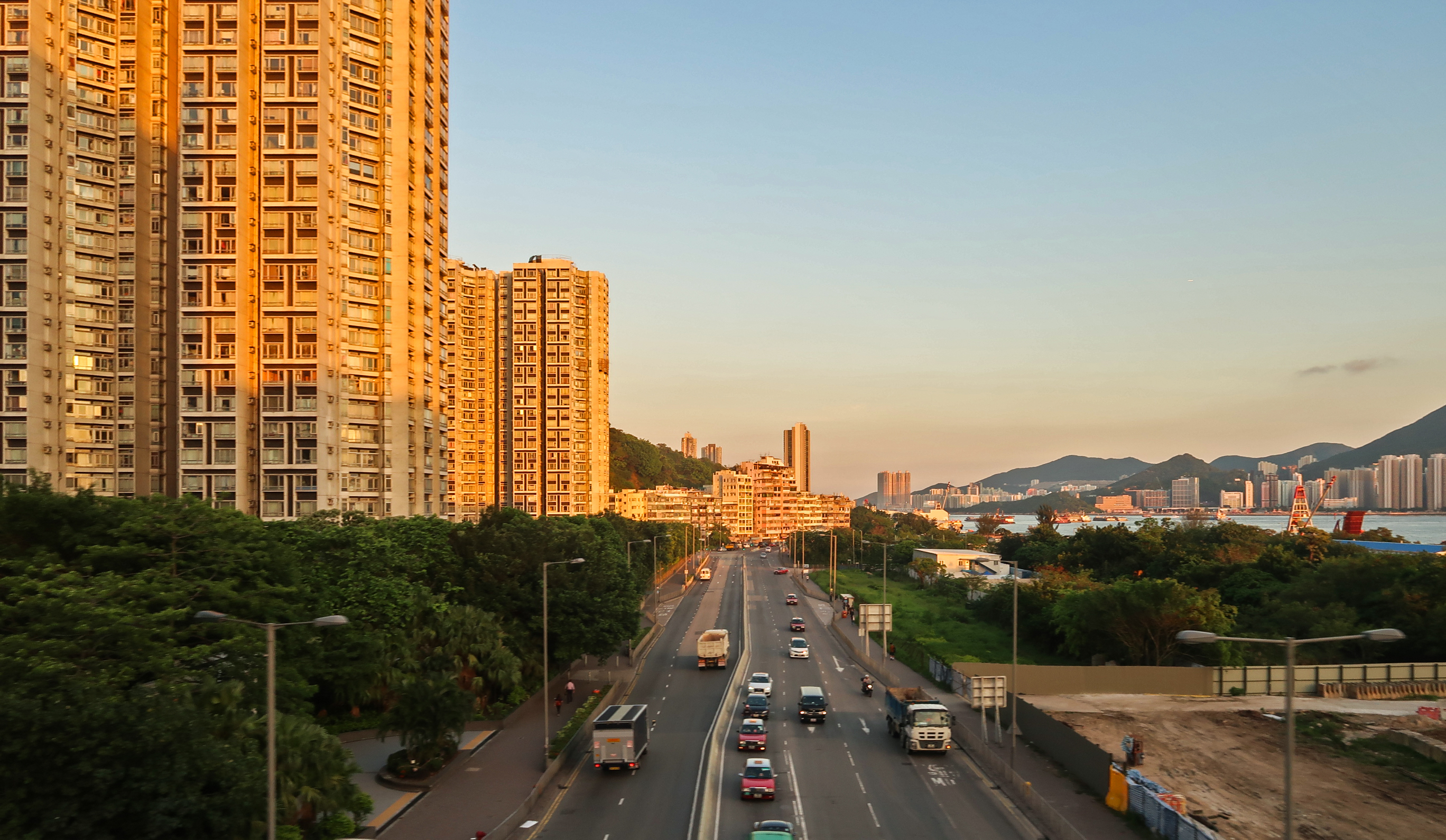
偉業街近麗港城

## 外部連結
维基共享资源上的相關多媒體資源：偉業街
Template:麗港城